# سليم رزق الله
مذيع ومترجم مصري ولد عام 1923 وتخرج من كلية الآداب ب جامعة القاهرة قسم اللغة الإنجليزية في الأربعينيات ، كان من أوائل المصريين الذين عملوا بالبرنامج الأوربي بالإذاعة المصرية ، وكان يعمل أيضا في رئاسة الجمهورية ب جمهورية مصر العربية حيث كان يقوم بالترجمة الفورية في عهد الرئيس محمد نجيب والرئيس جمال عبد الناصر والرئيس السادات والرئيس مبارك حتى أطلق عليه مترجم الملوك والرؤساء . ظل أكثر من 25 عاما يقدم برنامج إخباري باللغة الإنجليزية في التليفزيون المصري وذلك كل يوم اثنين . توفي عام 2007 م .